# Hạ Phát
Hạ Phát (chữ Hán: 夏發), cũng gọi là Phát Huệ, là vua thứ 16 của nhà Hạ trong lịch sử Trung Quốc.

## Thân thế
Hạ Phát là con của Hạ Cao – vua thứ 15 của nhà Hạ.

## Trị vì
Khoảng năm 1838 TCN, Hạ Cao mất, Hạ Phát lên nối ngôi.
Hạ Phát làm vua trong 19 năm, năm thứ 7 ông là vua thì ở Thái Sơn có trận động đất rất mạnh - đây là ghi chép sớm nhất về hiện tượng thiên tai này trong lịch sử Thế giới. Sử sách không chép rõ về hành trạng của ông trong thời gian làm vua nhưng có ghi lại sự kiện sau 1 năm ông lên ngôi thì có mấy bộ lạc ở phương đông cử sứ giả đến thuần phục, ông đã tổ chức một cuộc biểu diễn vũ hội rất hoành tráng.
Khoảng năm 1819 TCN, ông mất, con ông là Hạ Kiệt lên nối ngôi.

### Qua đời
Hạ Phát qua đời, vì tuổi già.